# ウィーン・フォルクスオーパー交響楽団
ウィーン・フォルクスオーパー交響楽団（Volksoper Symphonieorchester Wien）は、ウィーンの歌劇場ウィーン・フォルクスオーパー（Volksoper Wien）の付属オーケストラ（Orchester der Volksoper Wien）の別名。1978年からコンサート時の名称を現在名としている。

## 概要
ウィーン・フォルクスオーパーは1888年に設立。歴代の指揮者としてアレクサンダー・フォン・ツェムリンスキー、フェリックス・ワインガルトナー、フランツ・バウアートイスル、マルク・ピオレ、レオポルド・ハーガ―らが務めた。2024年からベン・グラスバーグが音楽監督を務める。